# Blievenstorf
Blievenstorf är en kommun och ort i Landkreis Ludwigslust-Parchim i förbundslandet Mecklenburg-Vorpommern i Tyskland.
Kommunen ingår i kommunalförbundet Amt Neustadt-Glewe tillsammans med kommunen Brenz och staden Neustadt-Glewe.